# 姚宗溫
姚宗温（1578年—1608年），字雪鸿，號慕懷，山东莱州府平度州潍县人，明朝政治人物。

## 生平
万历二十五年（1597年）丁酉科山东乡试第十一名舉人，萬曆三十二年（1604年）甲辰科进士，通政司觀政，三十四年授曲周县知县，三十六年卒。

## 家族
父姚德重，万历甲戌進士，官户科都给事中。